# Zalău

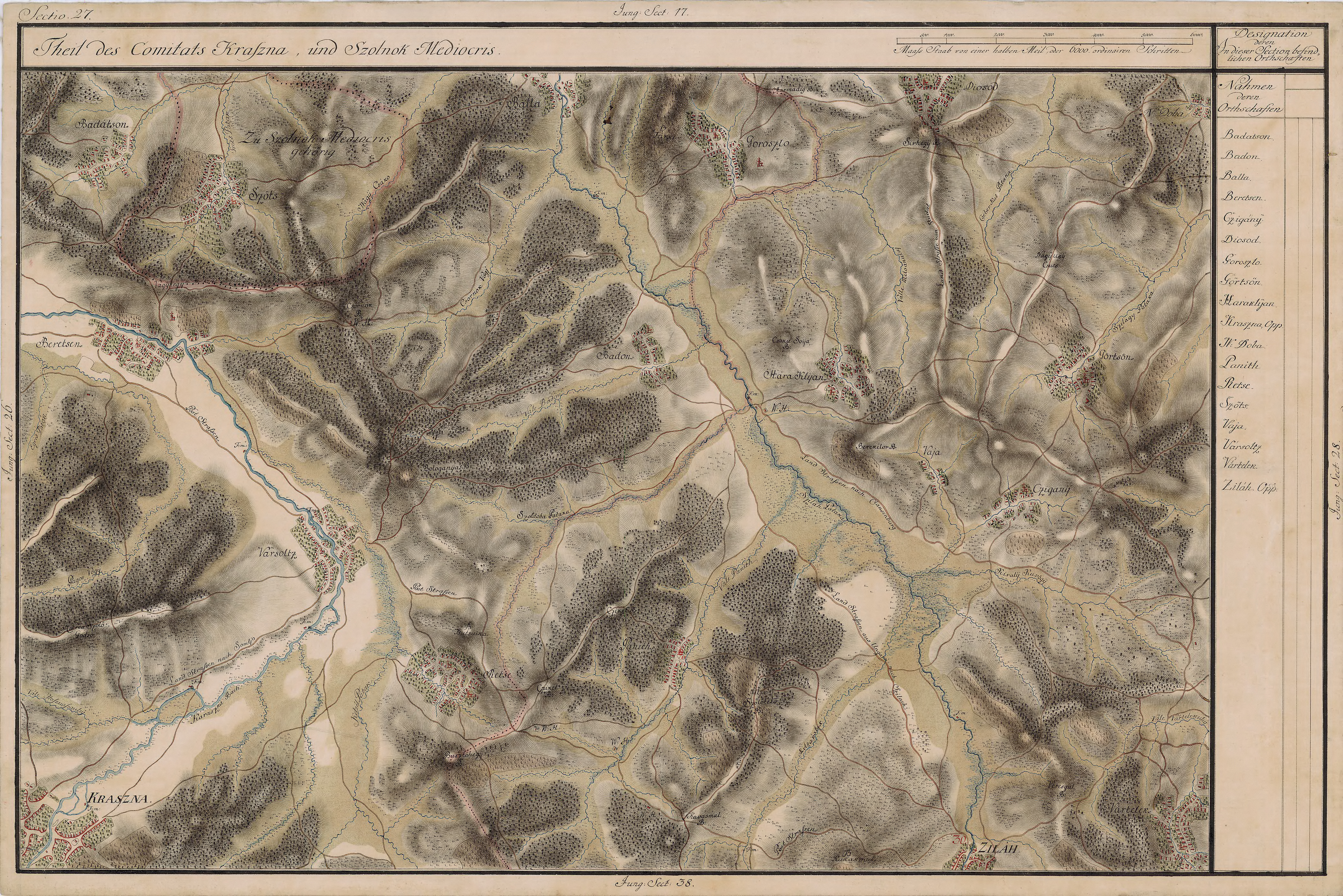
Zalău în Harta Iosefină a Transilvaniei, 1769-1773

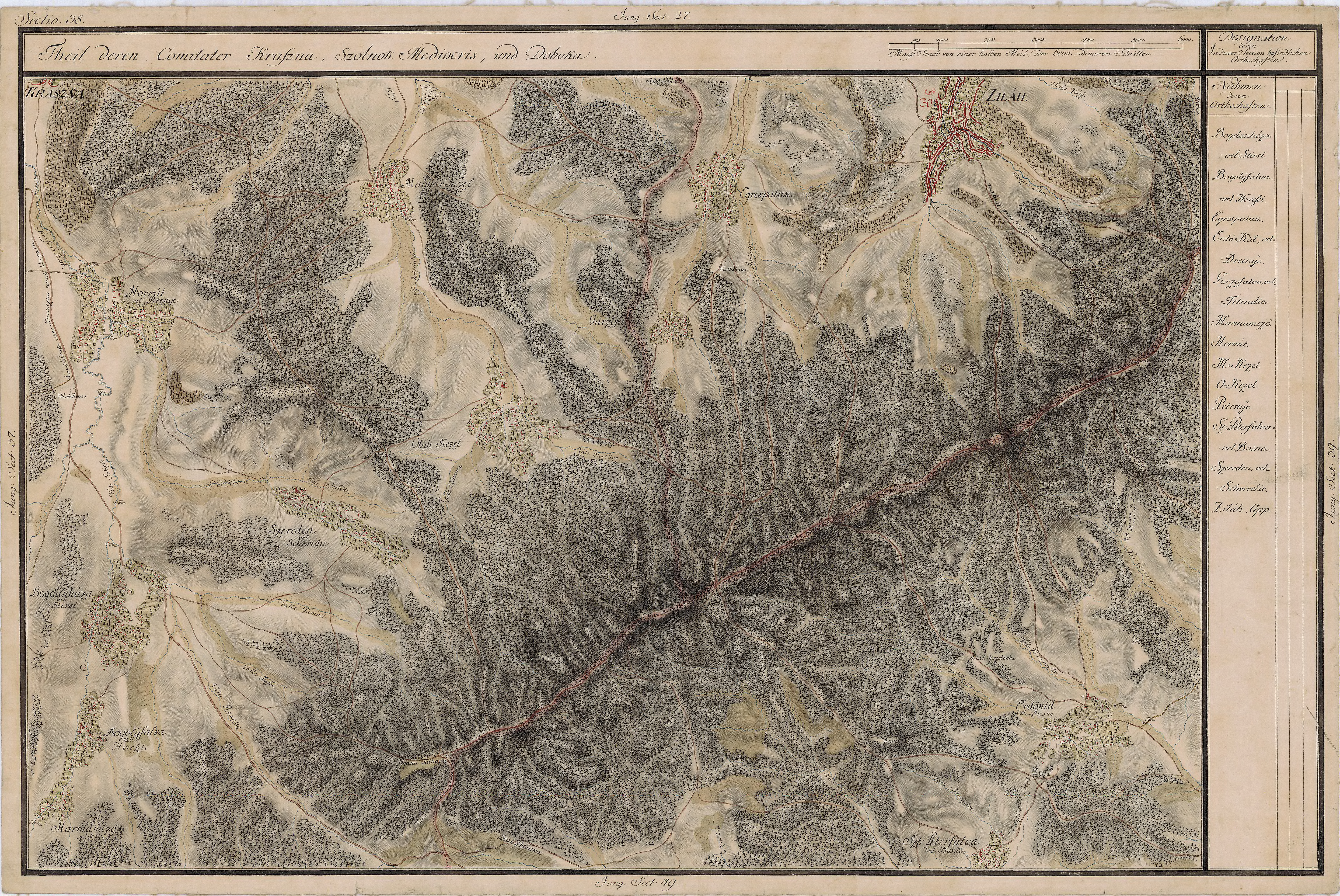

Zalău (original și colocvial Zălau; în maghiară Zilah, în germană Zillenmarkt sau Waltenberg) este municipiul de reședință al județului Sălaj, Transilvania, România, format din localitățile componente Stâna și Zalău (reședința). Conform recensământului din anul 2011, Zalău are o populație de 56.205 locuitori.

## Etimologie

### De la Zălau la Zalău
Denumirea de Zălau, folosită și astăzi de cei care au prins primele decenii ale celei de-a două jumătăți a secolului XX, a fost schimbată de comuniști în anii ’70, fiind considerată din ignoranță  și în mod eronat drept „prea țărănească”. Denumirea "Zalău" nu are nicio legătură cu istoria sau identitate acestei localități. Astfel, această schimbare abuzivă și nejustificabilă a numelui continuă și astăzi să definească denumirea acestui vechi oraș. În alte orașe ale României (de exemplu la Onești sau Ștei în 1990) s-a revenit la denumirea inițială.
Totuși, locuitorii din acest oraș se definesc drept "zălăuani" sau "zălauani", nu "zalăuani".

### Istoria etimologiei
Diverși cercetători (filologi, istorici) au evidențiat câteva tipologii în care se poate încadra toponimul Zălau. La fel ca denumirea de Sălaj (Țara Silvaniei, din latină) și denumirea Zălau provine dintr-o limbă veche. Gheorghe Chende-Roman, autorul lucrării "Dicționar etimologic al localităților din județul Sălaj", susține că ambele toponime, atât Zălau, cât și Sălaj, conduc ca formare spre radicalul din limba latină "sil", care derivă din silva, iar apoi a urmat un proces de maghiarizare a cuvântului. Teoria lui Chende se bazează pe faptul că în momentul când au apărut toponimele Sălaj și Zălau ținutul era acoperit de păduri și este posibil să fi existat și plantații mari de viță de vie. Astfel, toponimul silva, care a condus apoi spre numele de Zălau și Sălaj, s-a format la fel ca multe alte toponime din județ care prezintă o caracteristică a locului, ca, de exemplu, Făgetu (zonă cu foarte mulți fagi), Plopiș (zonă cu mulți plopi), Pădureni, Păduriș, Cerișa (zonă cu mulți cireși), Brusturi, Lazuri, Măgura, Muncel și altele.
Onufrie Vințeler presupune că la originea toponimului Zălau stă un apelativ de origine slavă și oferă trei ipoteze. Prima arată că Zălau s-a format din "zalaj", din limba rusă, care are sensul de depresiune între două movile. A doua ipoteză arată că toponimul s-a format din "zola", întâlnit în limbile slave cu sensul de sol după arderea pădurii. Acest cercetător presupune că, în Zălau, au avut loc numeroase defrișări de păduri prin metoda arderii. A treia ipoteză avansează ideea că toponimul vine din "zalov", participiu de la verbul zalovitti, care înseamnă a începe să prinzi.
Filologul Gh. Chende-Roman a explicat și forma în care Zălaul a fost atestat în 1808 sub denumirea germană de Zillenmarkt și Waltenberg. Zillenmarkt semnifică "piața Zălau". Wald înseamnă pădure, iar berg înseamnă munte, astfel că toponimul însemna "munte împădurit".

## Istorie

### Preistorie

#### Epoca de piatră
Descoperirile arheologice de pe teritoriul municipiului Zalău au pus în evidență dovezi ale existenței umane în aceste locuri încă din neolitic, respectiv cu cca. 6500 de ani în urmă. Monedele dacice descoperite în perimetrele arheologice din zona centrală a municipiului, de pe Valea Miții și din vestul orașului, la care se adaugă importante elemente aparținând culturii romane, atestă continuitatea locuirii dacice în acest areal și dezvoltarea unor relații de ordin economic cu orașul Porolissum.
În punctul numit Tăneiul lui Winkler, pe Valea Milții s-a descoperit o așezare din neolitic a cărei culturi nu a putut fi precizată.
În punctul numit Dealul Lupului s-a descoperit o așezare din neoliticul târziu care aparține culturii Pișcolt și o așezare fortificată din eneolitic de cultură neprecizată și o necropolă de incinerație..
Pe Bulevardul Mihai Viteazu între numerele 104 și 106 s-au descoperit unelte și un topor din eneolitic a căror cultură nu a putut fi precizată.

#### Epoca de bronz
Pe Bulevardul Mihai Viteazu între numerele 104 și 106 s-a descoperit o așezare de cultură neprecizată din epoca bronzului.
Tot în punctul numit Dealul Lupului s-a descoperit și o așezare de cultură neprecizată din epoca târzie a bronzului.
În punctul numit Locul lui Winkler s-a descoperit o așezare din epoca bronzului ce aparține de cultura Cehlăuț.
Tot în punctul numit Tăneiul lui Winkler s-a descoperit o așezare care aparține epocii bronzului a cărei culturi nu a putut fi precizate.
În punctul numit Avicola s-a descoperit o așezare din epoca timpurie a bronzului care aparține de cultura Coțofeni.

#### Epoca de fier
În punctul numit Tăneiul lui Winkler s-a descoperit o așezare de cultură neprecizată care aparține epocii Hallstatt.
În punctul numit Dealul Lupului s-a descoperit o așezare de cultură neprecizată care aparține epocii Hallstatt.
În punctul numit Dealul Lupului s-a descoperit o așezare de cultură neprecizată care aparține epocii La Tène.
În punctul numit La Bolovani s-a descoperit o așezare din epoca La Tène care aparține culturii geto-dace.
În punctul numit Tăneiul lui Winkler s-a descoperit o așezare din epoca La Tène care aparține culturii geto-dace. 
Pe strada Gheorghe Lazăr s-a descoperit o așezare din epoca La Tène care aparține culturii geto-dace.

### Antichitate

#### Perioada romană
După cucerirea Daciei de către Traian (106), granița Imperiului Roman trecea pe culmea Meseșului, la nord având triburile dacilor liberi, iar în zona de est și sud-est (Meseș) se află fortificațiile romane de graniță, turnuri, ziduri, șanțuri și mâluri de apărare.
În punctul numit Tăneiul lui Winkler s-a descoperit o așezare din epoca romană datată între secolele 2 și 3 de cultură neprecizată.
În punctul numit Fânațe s-a descoperit o așezare romană din secolul 3 de cultură neprecizată.
Pe strada Horea lângă blocul T159 s-a descoperit o așezare din epoca daco-romană care aparține culturii romane.
În punctul numit Tăneiul lui Winkler s-a descoperit o așezare din epoca daco-romană datată secolul 4.
Pe strada Republicii s-a descoperit o așezare din epoca daco-romană datată între secolele 2 și 4.
Pe strada Corneliu Coposu între numerele 21 și 23 s-a descoperit o așezare din epoca romană de cultură neprecizată.
În punctul numit Dealul Lupului s-au descoperit 3 castre romane datate din secolul 2, un șanț de apărare roman și o așezare romană de cultură germanică care pare a fi mai veche decât castrul în sine.
În punctul numit Fântâna Sușigului s-a descoperit un burgus din epoca romană datat între secolele 2 și 3.
În punctul numit Măgurița s-a descoperit un val de piatră roman.
Între dealurile Corniștea și Măgurița s-a descoperit un val roman.
Lângă pârâul Petrii s-a descoperit un val roman.
Pe panta de sud a dealului Poguior s-a descoperit un val roman.
Pe coama munților Meseș s-a descoperit un ansamblu întreg de 21 de turnuri romane.
La poalele munților Meseș s-a descoperit o salină daco-romană.

### Evul Mediu
În punctul numit Fânațe s-a descoperit o așezare din epoca migrațiilor care aparține culturii Przeworsk.
În punctul numit Dealul Lupului s-a descoperit o așezare din epoca migrațiilor de cultură slavă datată secolul 6 și o necropolă de incinerație din aceeași epocă care cuprinde și morminte de luptători dar care aparține culturii Przeworsk.

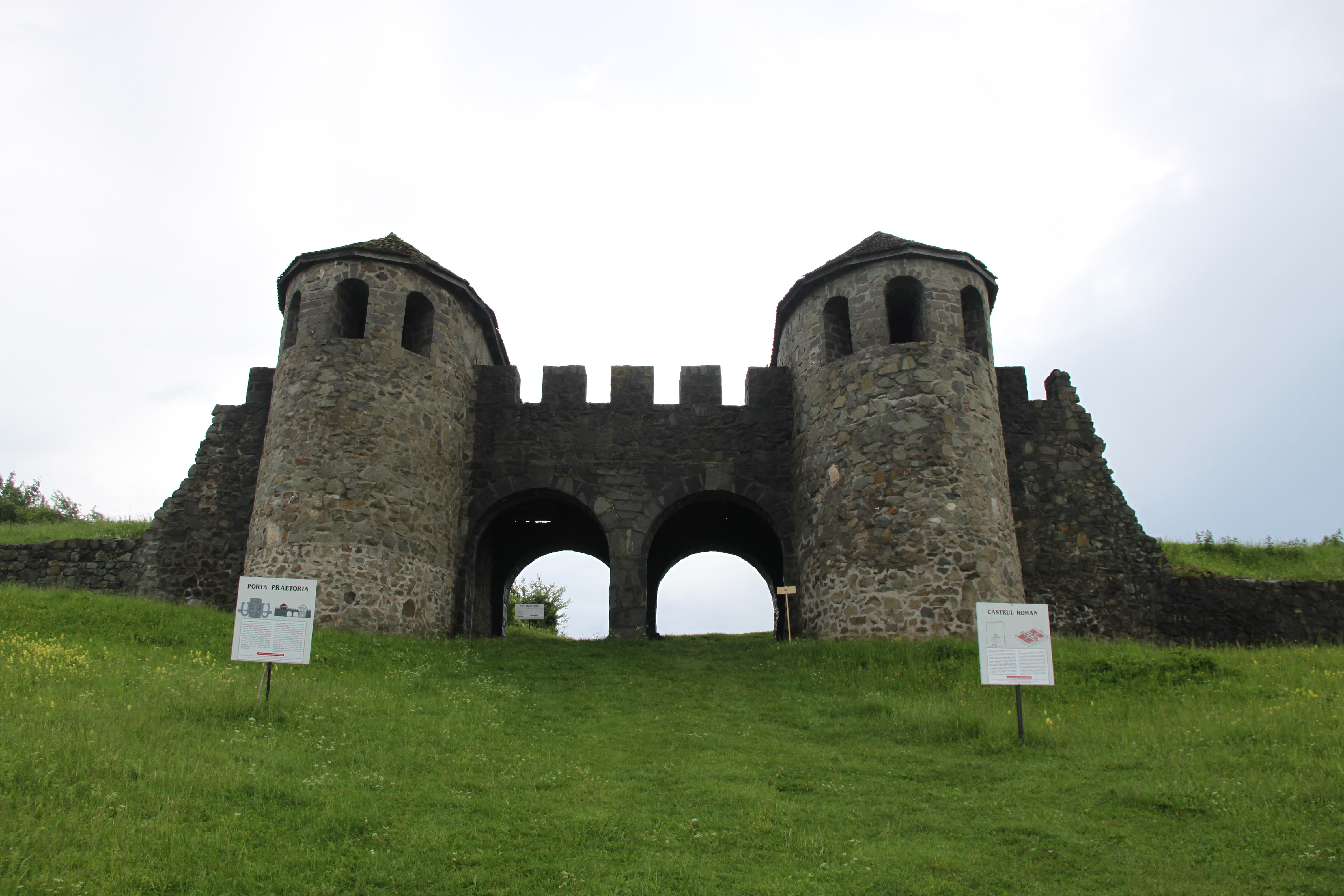
Porta Praetoria a castrului roman Porolissum

Pe strada Lupului lângă fabrica Michelin s-a descoperit o așezare medievală datată între secolele 7 și 11.
Pe strada Corneliu Coposu între numerele 21 și 23 s-a descoperit o așezare medievală de cultură neprecizată.
În punctul numit Dealul Lupului s-a descoperit o necropolă de incinerație datată între secolele 7 și 9 și o așezare medievală timpurie datată între secolele 8 și 9.
Pe panta estică a dealului situat în fața laturii de vest a cetății din Ortelec s-a descoperit o așezare medievală datată între secolele 9 și 10.
Pe strada Crasnei s-a descoperit o necropolă de înhumație din epoca medievală timpurie datată între secolele 9 și 10.
În cartierul Ortelec s-au descoperit două valuri de pământ din epoca medievală timpurie datate ca aparținând secolelor 9 și 10.
În punctul numit Ortelec-Cetate s-a descoperit o așezare fortificată din datată între secolele 10 și 11 și o necropolă medievală timpurie datată secolul 11.
În punctul numit Valea Miței (Școala veche) s-a descoperit o așezare medievală timpurie datată între secolele 10 și 11 a cărei fragmente ceramice aparține culturii Pișcolt.
Pe strada Unirii la numărul 13 s-a descoperit o locuire din epoca medievală timpurie datată între secolele 10 și 13. 
Prima consemnare scrisă cu privire la Zalău apare în Gesta Hungarorum, numită și Cronica lui Anonymus – notar la curtea regelui Béla al IV-lea al Ungariei – lucrare definitivată între anii 1200 și 1230. 
Zalăul există ca așezare omenească încă din jurul anului 900, dar prima atestare documentară apare la 1220 sub numele de villa Ziloc.
După năvălirile tătare și pustiirea orașului din anul 1241, Zalăul intră din anul 1246 în administrarea episcopatului catolic de la Oradea și este menținut sub această administrație până în anul 1542, când intră în componența Principatului Transilvaniei.
În cadrul unui alt sit arheologic s-a descoperit o altă așezare medievală care aparține secolului 13.
Pe strada Unirii la numărul 13 s-a descoperit o așezare din epoca medievală datată între secolele 13 și 18.
Pe strada Andrei Șaguna la numărul 7 s-a descoperit un cimitir de înhumație medieval datat între secolele 13 și 18.
La 1 august 1473 Matei Corvin, regele Ungariei și Boemiei, declară Zalăul pentru prima dată oras-târg, oppidum Zilah, privilegiu care scotea orașul de sub dominația comitatului, acordând dreptul de comerț liber cu toată țara și oferindu-i independență economică. La sfârșitul secolului al XVI-lea orașul aparținea Transilvaniei și avea o conducere administrativă autonomă, alcătuită din 33 de senatori aleși, dintre care unul era primar. Pe lângă aceștia, mai funcționau un notar, un arhivar și un casier.

### Epoca modernă
Alte praguri importante în dezvoltarea localității se înregistrează în anul 1571, sub domnia principelui Ștefan Báthory, în anul 1600 sub domnia lui Mihai Viteazul, iar după anexarea Transilvaniei de Imperiului Habsburgic, orașul cunoaște o decădere economică pe fundalul unei infuzii a produselor de proveniență apuseană, în detrimentul celor autohtone. Odată cu victoria din 3 august 1601, de la Guruslău, a lui Mihai Viteazul, patronul spiritual al orașului, Zalăul se bucură de propriile reguli administrative, legislative, fiscale și militare, precum și de o autonomie reală care oferă libertăți cetățenilor. O cronică din secolul al XVII-lea menționează pentru prima dată ocupațiile locuitorilor orașului: curelari, olari, rotari, pantofari, măcelari, croitori, fierari, dulgheri, pălărieri și, nu în ultimul rând, armurieri. În decursul secolelor XVI–XVII, în Transilvania au fost organizate o serie de colegii calvine (reformate), în Zalău fiind întemeiat primul colegiu în anul 1646, actualul Colegiul Național Silvania.

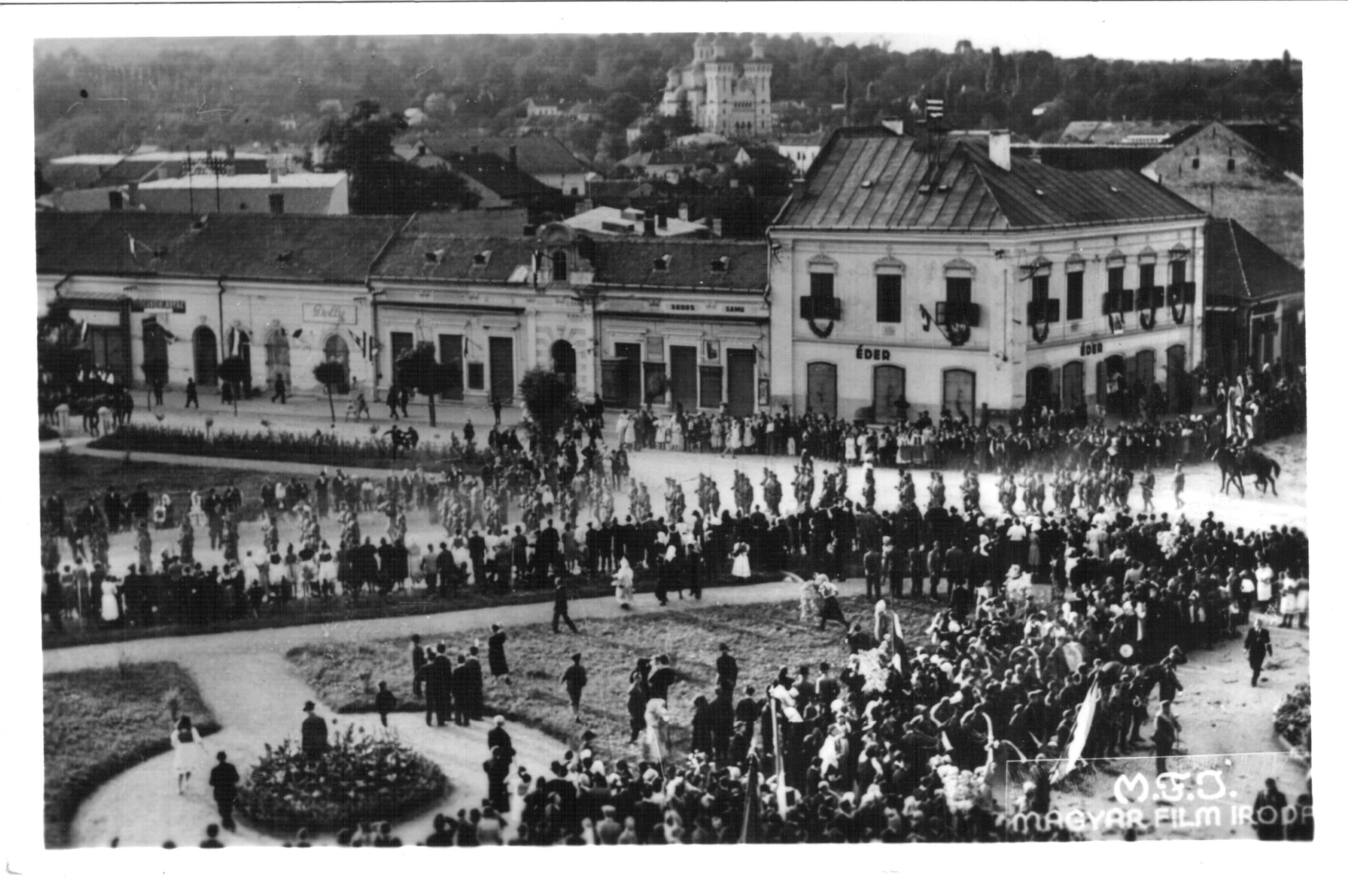
Trupele ungare intră în Zalău la o săptămână de la Dictatul de la Viena.

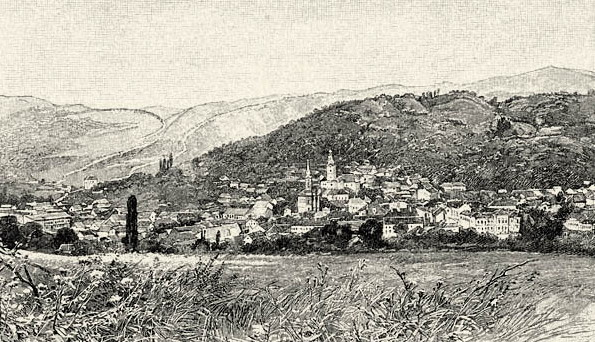
Zalăul în secolul al XIX-lea

Până în 1848 Zalăul s-a bucurat de privilegii și autonomie. După evenimentele acelui an, Zalăul și-a pierdut autonomia și independența. În 1876 a avut loc o nouă împărțire administrativ-teritorială a Transilvaniei, în urma căreia, comitatele Crasna și Solnocul de Mijloc (după vechea împărțire administrativ-teritorială) s-au unit și au format împreună comitatul Sălaj, iar Zalăul era reședință de județ.
Pe 25 august 1940, apre Țara Silvaniei (revistă). Din 1950 face parte din regiunea Cluj, din 1952 e raionul Zalăul. După o nouă împărțire administrativ-teritorială, în 1968, Zalăul a devenit capitala județului Sălaj, iar în 1979 dobândește rangul de municipiu.

## Geografie

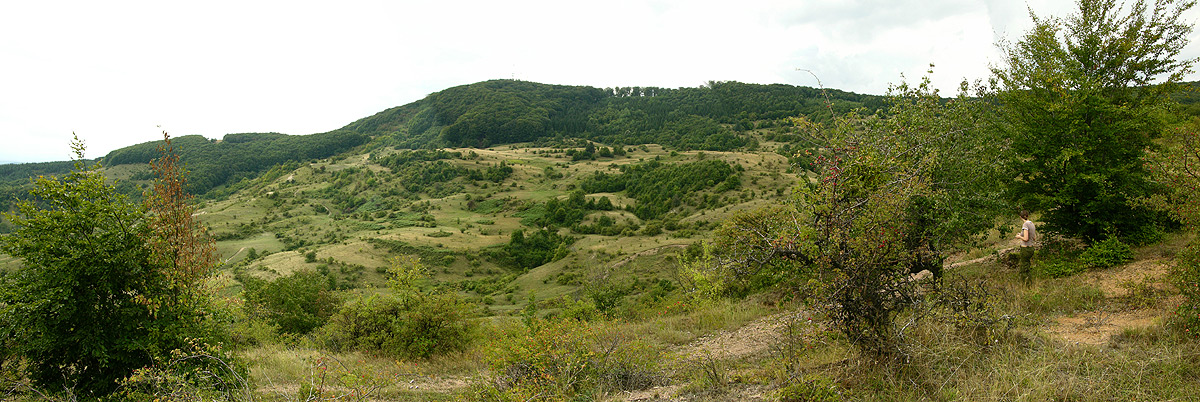
Măgura Stânii (716 m) și obârșiile văii Stâna

Municipiul Zalău este situat în zona centrală a județului Sălaj, în bazinul hidrografic al râului Zalău, la contactul depresiunii cu același nume și culmea Meseșului. Cu o suprafață totală de 90,09 km2, teritoriul administrativ al municipiului include și localitatea Stâna.
Zalău este situat în apropierea graniței fostului Imperiu Roman, mai precis la 8 km de castrul roman de la Porolissum – cea mai puternică fortificație cu rol de apărare din partea de nord-vest a provinciei romane Dacia. În epoca medievală reprezenta spațiul de trecere dinspre centrul Europei înspre inima Transilvaniei, prin binecunoscutul "drum al sării". Azi, municipiul Zalău, situat pe axa Cluj-Napoca–Satu Mare–Petea, DN1F–E81, este conectat la o rețea rutieră cu acces spre Europa de Vest.

### Clima
Relieful colinar al depresiunii are o altitudine cuprinsă între 200–500 m. În Depresiunea Zalăului predomină un climat temperat submontan, cu precipitații bogate și oscilații mai mici de temperatură decât în Podișul Transilvaniei. Aceasta face ca împrejurimile orașului să fie bogate în păduri de foioase, creând un ecosistem favorabil dezvoltării turismului. Temperatura medie a lunii ianuarie este de -2,5 °C, iar a lunii iulie este de +19,3 °C.
| Date climatice pentru Zalău                          | Date climatice pentru Zalău | Date climatice pentru Zalău | Date climatice pentru Zalău | Date climatice pentru Zalău | Date climatice pentru Zalău | Date climatice pentru Zalău | Date climatice pentru Zalău | Date climatice pentru Zalău | Date climatice pentru Zalău | Date climatice pentru Zalău | Date climatice pentru Zalău | Date climatice pentru Zalău | Date climatice pentru Zalău |
| Luna                                                 | Ian                         | Feb                         | Mar                         | Apr                         | Mai                         | Iun                         | Iul                         | Aug                         | Sep                         | Oct                         | Nov                         | Dec                         | Anual                       |
| ---------------------------------------------------- | --------------------------- | --------------------------- | --------------------------- | --------------------------- | --------------------------- | --------------------------- | --------------------------- | --------------------------- | --------------------------- | --------------------------- | --------------------------- | --------------------------- | --------------------------- |
| Maxima medie °C (°F)                                 | −1.9 (28,6)                 | 4.0 (39,2)                  | 8.0 (46,4)                  | 12.0 (53,6)                 | 16.0 (60,8)                 | 24.0 (75,2)                 | 25.2 (77,4)                 | 25 (77)                     | 21.3 (70,3)                 | 5.8 (42,4)                  | 8.5 (47,3)                  | 2.9 (37,2)                  | 12,57 (54,62)               |
| Minima medie °C (°F)                                 | −3.9 (25)                   | 0.1 (32,2)                  | 2.1 (35,8)                  | 10.1 (50,2)                 | 10.1 (50,2)                 | 22.1 (71,8)                 | 14.2 (57,6)                 | 13.9 (57)                   | 10.8 (51,4)                 | 6.1 (43)                    | 1.9 (35,4)                  | −2.5 (27,5)                 | 7,08 (44,75)                |
| Precipitații mm (inches)                             | 35.4 (1.394)                | 28.5 (1.122)                | 34.5 (1.358)                | 52.4 (2.063)                | 77.3 (3.043)                | 101 (3.98)                  | 72.2 (2.843)                | 74.8 (2.945)                | 39.7 (1.563)                | 34.6 (1.362)                | 42 (1.65)                   | 43.8 (1.724)                | 636,2 (25,047)              |
| Sursa nr. 1: Meteo Plus                              |                             |                             |                             |                             |                             |                             |                             |                             |                             |                             |                             |                             |                             |
| Sursa nr. 2: Administrația Națională de Meteorologie |                             |                             |                             |                             |                             |                             |                             |                             |                             |                             |                             |                             |                             |

## Demografie
Componența etnică a municipiului Zalău
     Români (73,39%)
     Maghiari (11,67%)
     Romi (1,37%)
     Alte etnii (0,2%)
     Necunoscută (13,37%)
Componența confesională a municipiului Zalău
     Ortodocși (64,27%)
     Reformați (10,25%)
     Penticostali (2,96%)
     Greco-catolici (2,4%)
     Baptiști (1,71%)
     Romano-catolici (1,14%)
     Alte religii (2,63%)
     Necunoscută (14,64%)
Conform recensământului efectuat în 2021, populația municipiului Zalău se ridică la 52.359 de locuitori, în scădere față de recensământul anterior din 2011, când fuseseră înregistrați 56.202 locuitori. Majoritatea locuitorilor sunt români (73,39%), cu minorități de maghiari (11,67%) și romi (1,37%), iar pentru 13,37% nu se cunoaște apartenența etnică. Din punct de vedere confesional, majoritatea locuitorilor sunt ortodocși (64,27%), cu minorități de reformați (10,25%), penticostali (2,96%), greco-catolici (2,4%), baptiști (1,71%) și romano-catolici (1,14%), iar pentru 14,64% nu se cunoaște apartenența confesională.
Conform recensământului oficial din 1910, Zalău avea 8.062 locuitori, din care 7.477 aveau maghiara ca limba maternă (92,7%) și 529 româna (6,5%). Ca religie, 5.353 erau calvini, 1.333 romano-catolici, 873 greco-catolici, 415 mozaici.
Zalău - evoluția demografică

|  | Graficele sunt indisponibile din cauza unor probleme tehnice. Mai multe informații se găsesc la Phabricator și la wiki-ul MediaWiki. |

Date: Recensăminte sau birourile de statistică - grafică realizată de Wikipedia

Sporul natural este descendent, de la un spor natural de 596 de persoane în anul 1992 la un spor natural de 273 de persoane în anul 2012, dar cu toate acestea se menține pozitiv. Sporul migratoriu al municipiului Zalău înregistrează valori negative. Anual municipiul pierde în medie prin migrație peste 500 de locuitori.
Ponderea femeilor din totalul populației municipiului Zalău prezintă o tendință de scădere de la 49,85% în anul 1992 la 48,85% în anul 2012, iar ponderea bărbaților din totalul populației prezintă o tendință de creștere de la 50,14% în anul 1992 la 51,14% în anul 2012. Structura pe grupe de vârstă prezintă o reducere a populației tinere (0–19 ani), de la 39,35% în anul 1992 din totalul populației, la 31% în anul 2002.

## Cultură

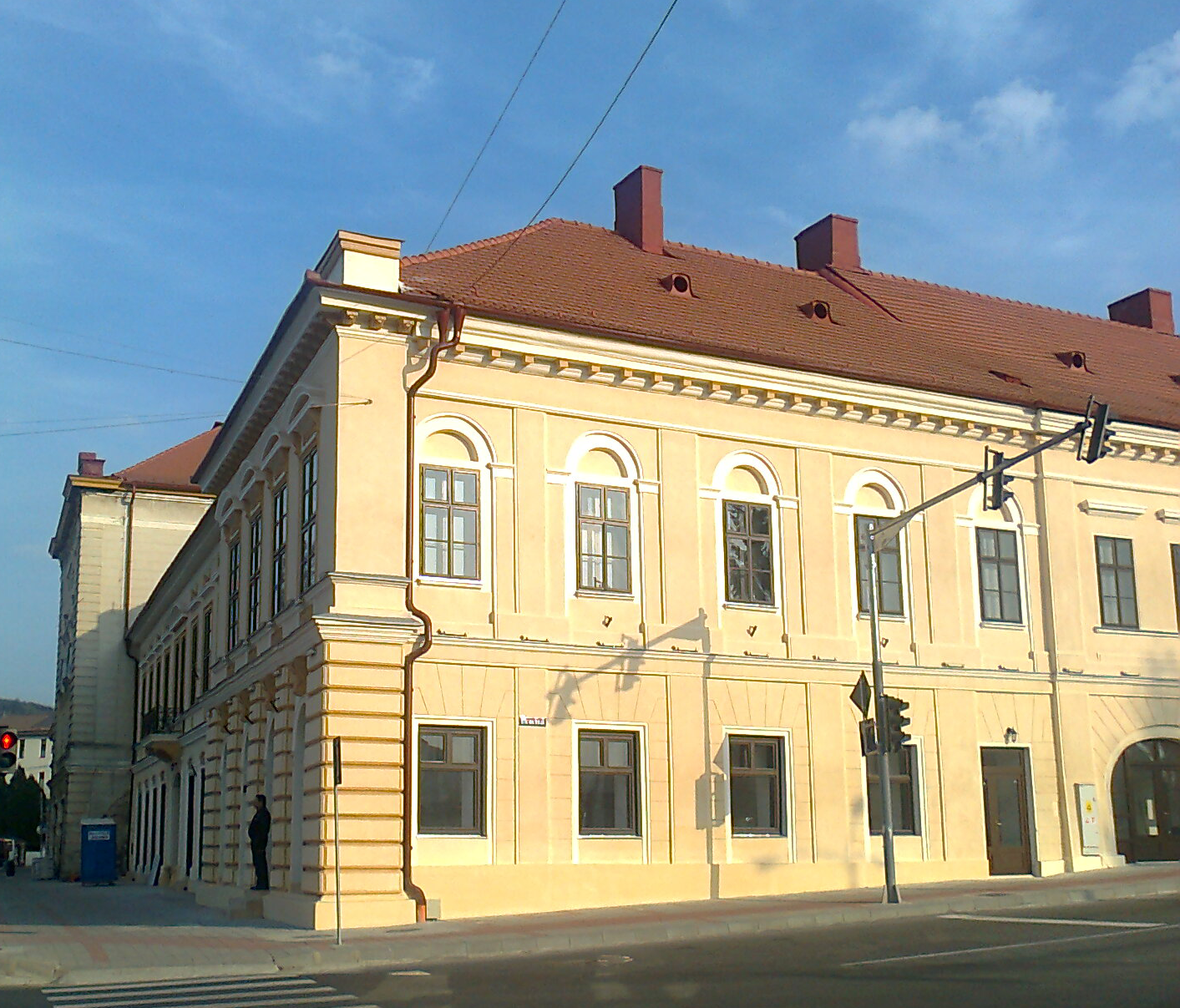
Secția de Istorie a Muzeului Județean de Istorie și Artă

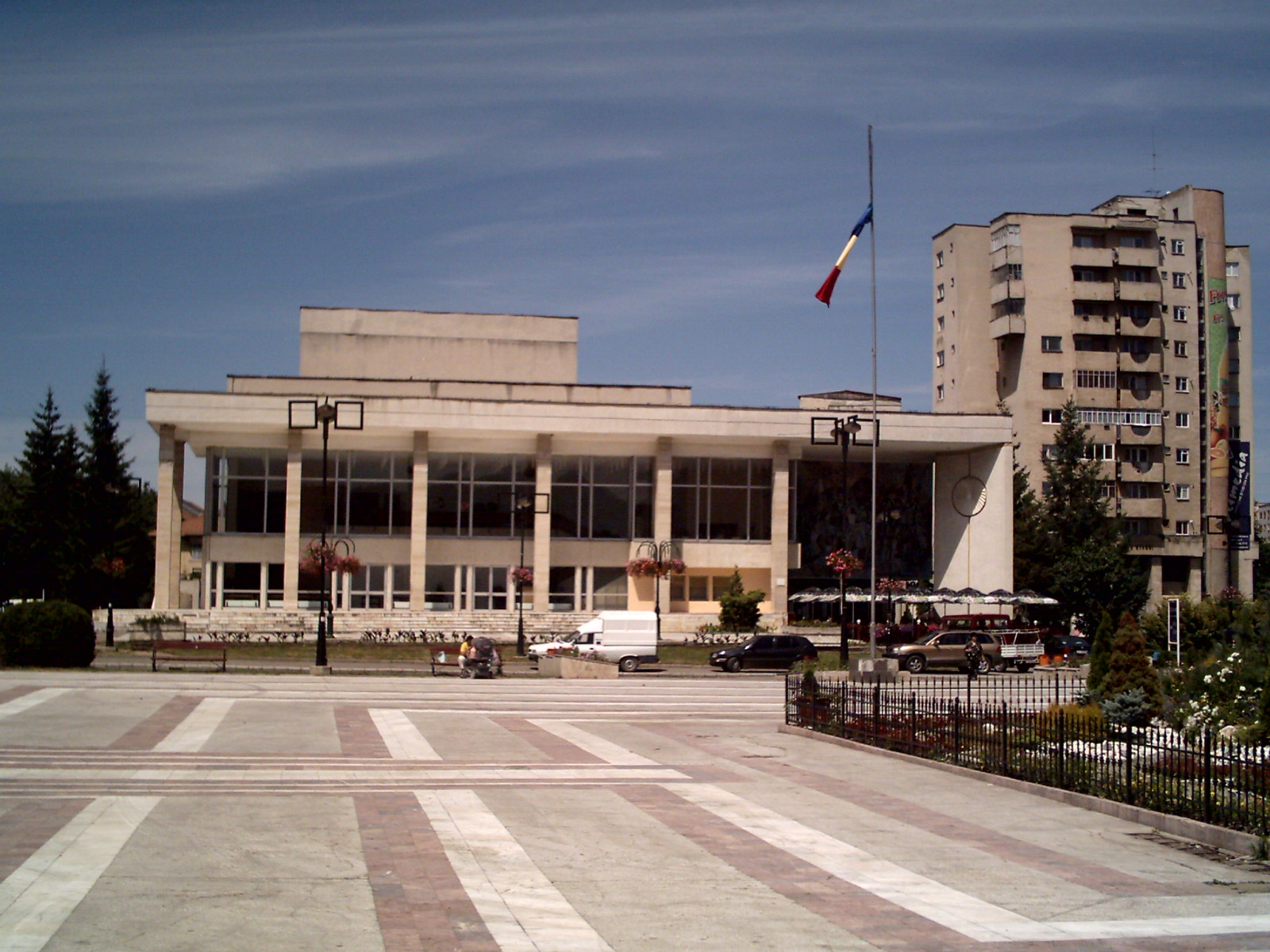
Casa de Cultură

În Zalău își desfășoară activitatea Casa de Cultură a Sindicatelor și Casa Municipală de Cultură, Biblioteca Județeană "I. S. Bădescu", Muzeul Județean de Istorie și Artă, Galeria de Artă "Ioan Sima".
Municipiul Zalău are o bibliotecă documentară, fondată în 1646 în cadrul Colegiului Reformat. În 2014, biblioteca dispunea de peste 210.000 de volume, din care cea mai mare parte este carte rară sau unicat. La 23 august 1950, presa vremii consemna inaugurarea unei biblioteci centrale cu peste 7.000 de volume în limbile română și maghiară, în spațiul Ateneului Popular (actuala Casă Municipală de Cultură) "într-un local încăpător care dispunea și de o frumoasă sală de lectură". Colecțiile cuprindeau cărți din diferite domenii, unele cu o vechime considerabilă, cum ar fi De remediis a lui Petrarca din 1649. În 1952 biblioteca devine Biblioteca Raională având și sarcini de îndrumare a bibliotecilor de pe raza teritoriului Sălaj. În 1957 a primit numele cărturarului sălăjan Ioniță Scipione Bădescu. În 1968 a devenit Biblioteca Județeană, ca urmare a noii împărțiri administrativ-teritoriale. De-a lungul timpului, biblioteca a funcționat în spațiile Casei Municipale de Cultură, în spațiul actualului muzeu (fosta stradă Ady Endre, nr. 5), în spațiul actualului Centru de Librării (Piața Libertății, nr. 10) și în actualul sediu, Piața Iuliu Maniu, nr. 13, începând cu anul 1971.

### Activități cultural-artistice

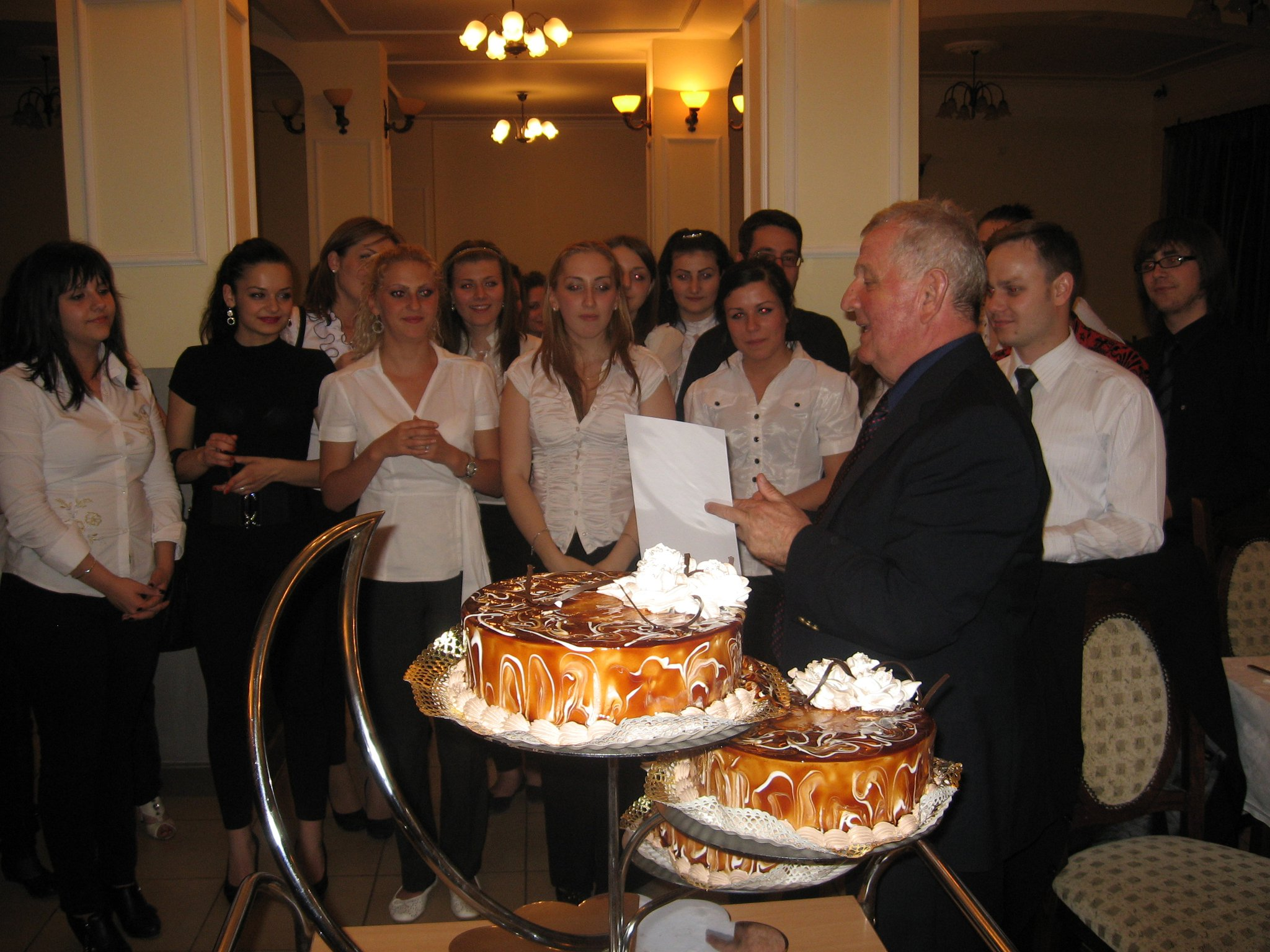
Camerata Academica Porolissensis serbând 40 de ani de activitate

Primele activități artistice sunt menționate în secolul al XVII-lea (1646), însă cele mai importante se desfășoară la începutul secolului al XIX-lea (în 1810, corul bărbătesc al asociației meșteșugarilor). Activitățile corale sunt permanente de-a lungul timpului în viața cultural-artistică, remarcându-se între 1924–1936 formația corală de fete, iar după 1945, Corul Ateneului Popular. Actualmente sunt deosebit de active ansamblul folcloric Rapsodia Sălajului (1958), orchestra de muzică populară Meseșul, corurile Camerata Academica Porolissensis, Gloria Dei, Țara Silvaniei, ansamblul folcloric al Casei de Cultură a Sindicatelor, ansamblul folcloric profesionist Porolissum, ansamblul folcloric de tineret Columna și cel al copiilor Mugur-Mugurel și Asociația Pro Teatru.

### Lăcașuri de cult

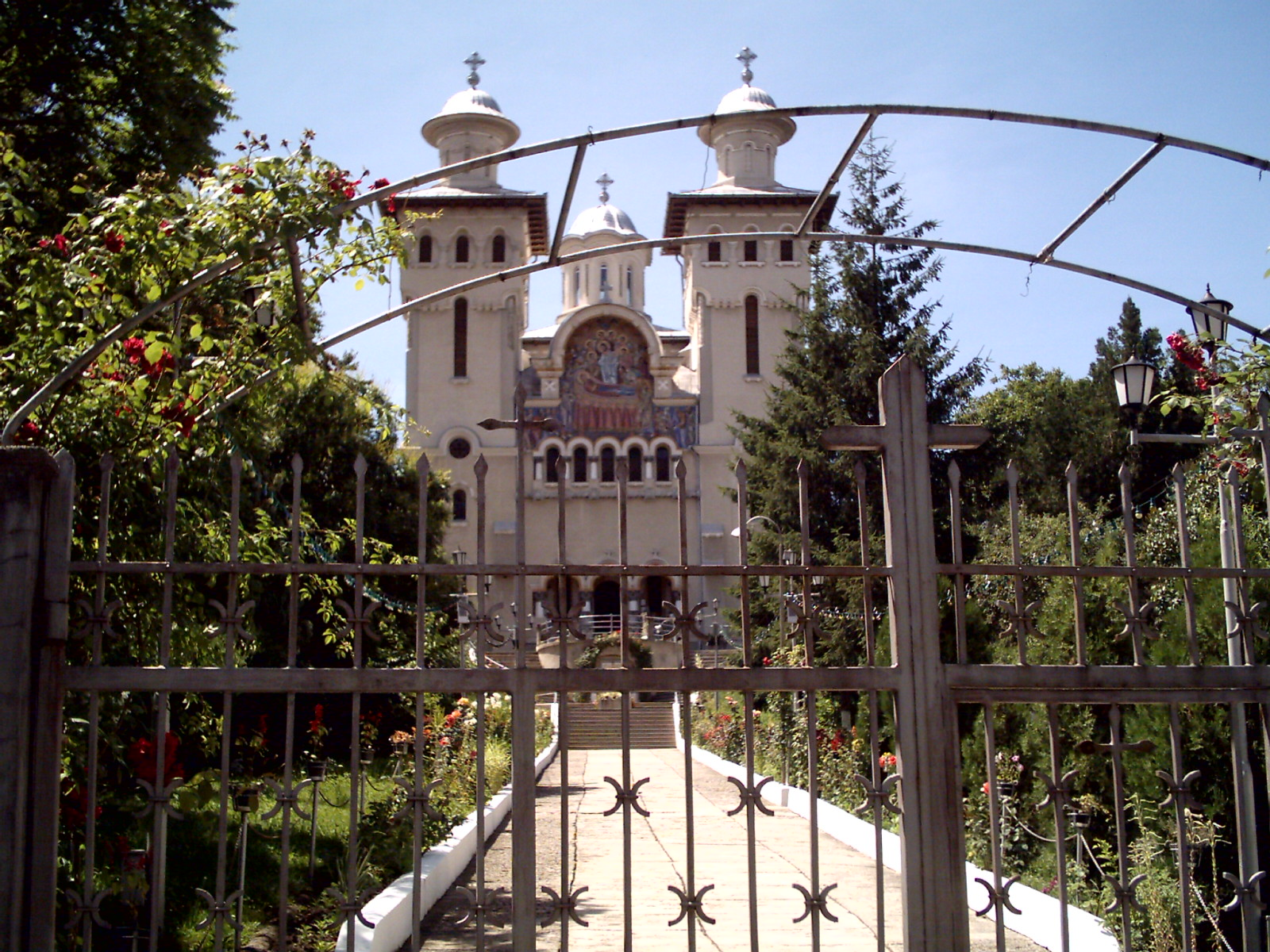
Biserica Adormirea Maicii Domnului, disputată între ortodocși și greco-catolici

Biserica reformată din Zalău a fost ridicată la începutul secolului al XX-lea pe locul bisericii medievale. Construcția actuală păstrează vestigii din edificiul anterior, între altele o lespede din 1569 cu stema Zalăului.
Biserica Adormirea Maicii Domnului a fost ridicată de comunitatea greco-catolică în perioada interbelică și sfințită la 8 septembrie 1934 de episcopul Valeriu Traian Frențiu. Lăcașul este disputat de ortodocși și de greco-catolici.
În secolul al XX-lea a fost construită Catedrala Episcopală Sf. Vineri. Alte biserici ortodoxe sunt biserica ortodoxă "Sf. Treime", biserica ortodoxă "Sf. Ștefan", construită sub îndrumarea părintelui protopop Ștefan Lucaciu, și biserica ortodoxă "Pogorârea Sf. Duh".
În Zalău mai sunt două biserici greco-catolice, două biserici reformate și una romano-catolică. Există de asemenea cinci biserici baptiste (una de limba maghiară), două penticostale și una adventistă.

## Administrație și politică
Municipiul Zalău este administrat de un primar și un consiliu local compus din 21 consilieri. Primarul, Ionel Ciunt[*], de la Partidul Social Democrat, este în funcție din 2016. Începând cu alegerile locale din 2024, consiliul local are următoarea componență pe partide politice:
|  | Partid                                 | Consilieri | Componența Consiliului | Componența Consiliului | Componența Consiliului | Componența Consiliului | Componența Consiliului | Componența Consiliului | Componența Consiliului | Componența Consiliului | Componența Consiliului | Componența Consiliului |
|  | -------------------------------------- | ---------- | ---------------------- | ---------------------- | ---------------------- | ---------------------- | ---------------------- | ---------------------- | ---------------------- | ---------------------- | ---------------------- | ---------------------- |
|  | Partidul Social Democrat               | 10         |                        |                        |                        |                        |                        |                        |                        |                        |                        |                        |
|  | Partidul Național Liberal              | 4          |                        |                        |                        |                        |                        |                        |                        |                        |                        |                        |
|  | Uniunea Democrată Maghiară din România | 3          |                        |                        |                        |                        |                        |                        |                        |                        |                        |                        |
|  | Alianța Dreapta Unită                  | 2          |                        |                        |                        |                        |                        |                        |                        |                        |                        |                        |
|  | Alianța pentru Unirea Românilor        | 2          |                        |                        |                        |                        |                        |                        |                        |                        |                        |                        |

### Împărțire administrativă

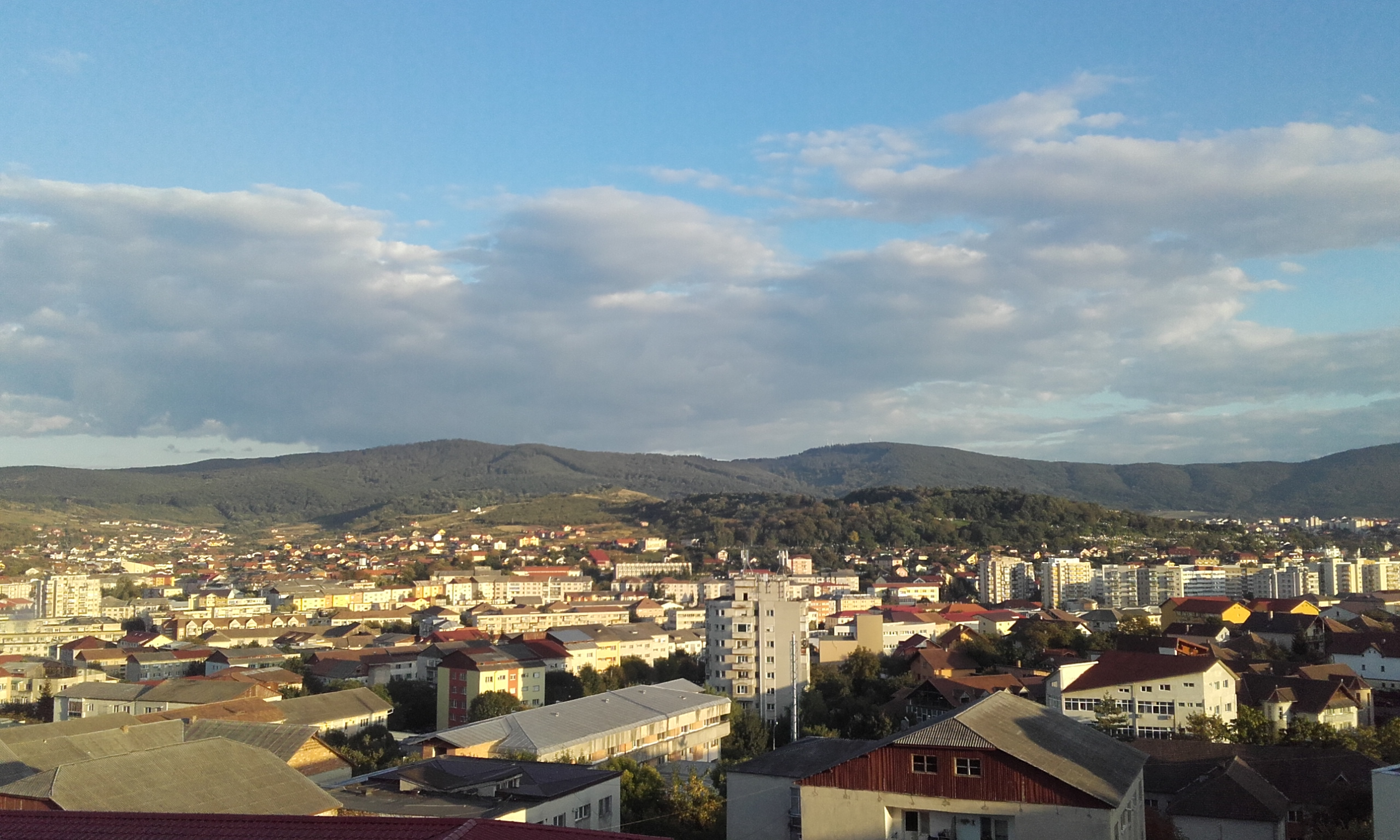
Vedere panoramică asupra Zalăului

Municipiul Zalău este împărțit în 22 de cartiere, dintre care 11 au fost construite după 1990:
| Cartier         | Suprafață (ha) |
| --------------- | -------------- |
| Brădet          | 62             |
| Centru          | 56             |
| Coada Lacului   | 23             |
| Dealul Morii    | 53             |
| Dumbrava        | 75             |
| Dumbrava Nord   | 105            |
| Grădina Dochiei | 68             |
| Grădina Onului  | 26             |
| Între Văi       | 69             |
| Merilor         | 51             |
| Meseș           | 82             |
| Morii           | 25             |
| Ortelec         | 138            |
| Păcii           | 28             |
| Porolissum      | 137            |
| Sărmaș          | 67             |
| Simion Bărnuțiu | 92             |
| Stadion         | 80             |
| Sub Brădet      | 28             |
| Sub Dombalja    | 38             |
| Traian          | 41             |
| Valea Miții     | 290            |

## Economie
Orașul Zalău a fost un important centru economic din această parte a țării din cele mai vechi timpuri. O cronică din secolul al XVII-lea menționează pentru prima dată meseriile locuitorilor orașului: curelari, olari, rotari, pantofari, măcelari, croitori, fierari, dulgheri, pălărieri și armurieri. După anexarea Transilvaniei de Imperiului Habsburgic, Zalău a intrat într-un declin economic.
Procesul de industrializare și-a făcut simțită prezența de la începutul secolului al XX-lea, când a început exploatarea carierei de piatră roșie de pe Meseș, au fost înființate două mori care folosesc forța aburului, fabrica de cărămidă, a cărei dezvoltare era facilitată de existența lutului de bună calitate din apropierea orașului, și altele. Tot la începutul secolului al XX-lea a fost introdus curentul electric.
După 1918 s-a înregistrat o evoluție economică ascendentă, ajungând să aibă în a doua jumătate a secolului al XX-lea o gamă largă de ramuri industriale, care se mențin și în prezent: industria metalurgică și a construcțiilor de mașini (companiile Silcotub, Rominserv Valves IAIFO), industria de prelucrare a lemnului, industria prelucrării cauciucului (Michelin), industria alimentară, industria textilă, a materialelor de construcții (Cemacon) etc.

### Turism

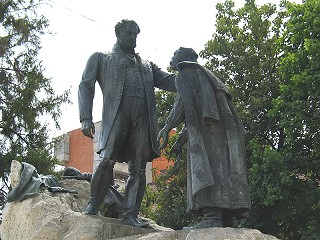
Grupul statuar Wesselényi

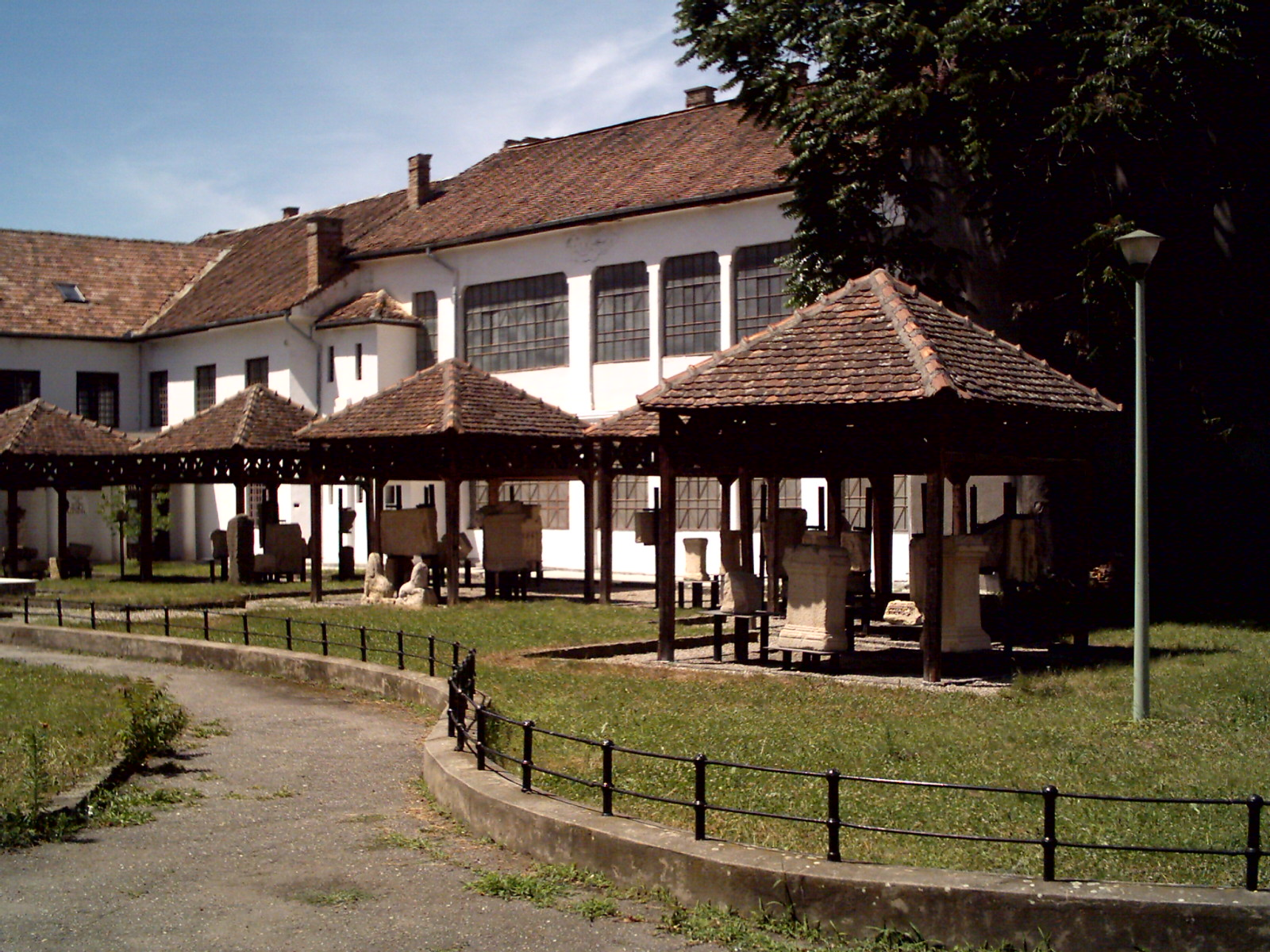
Muzeul Județean de Istorie și Artă

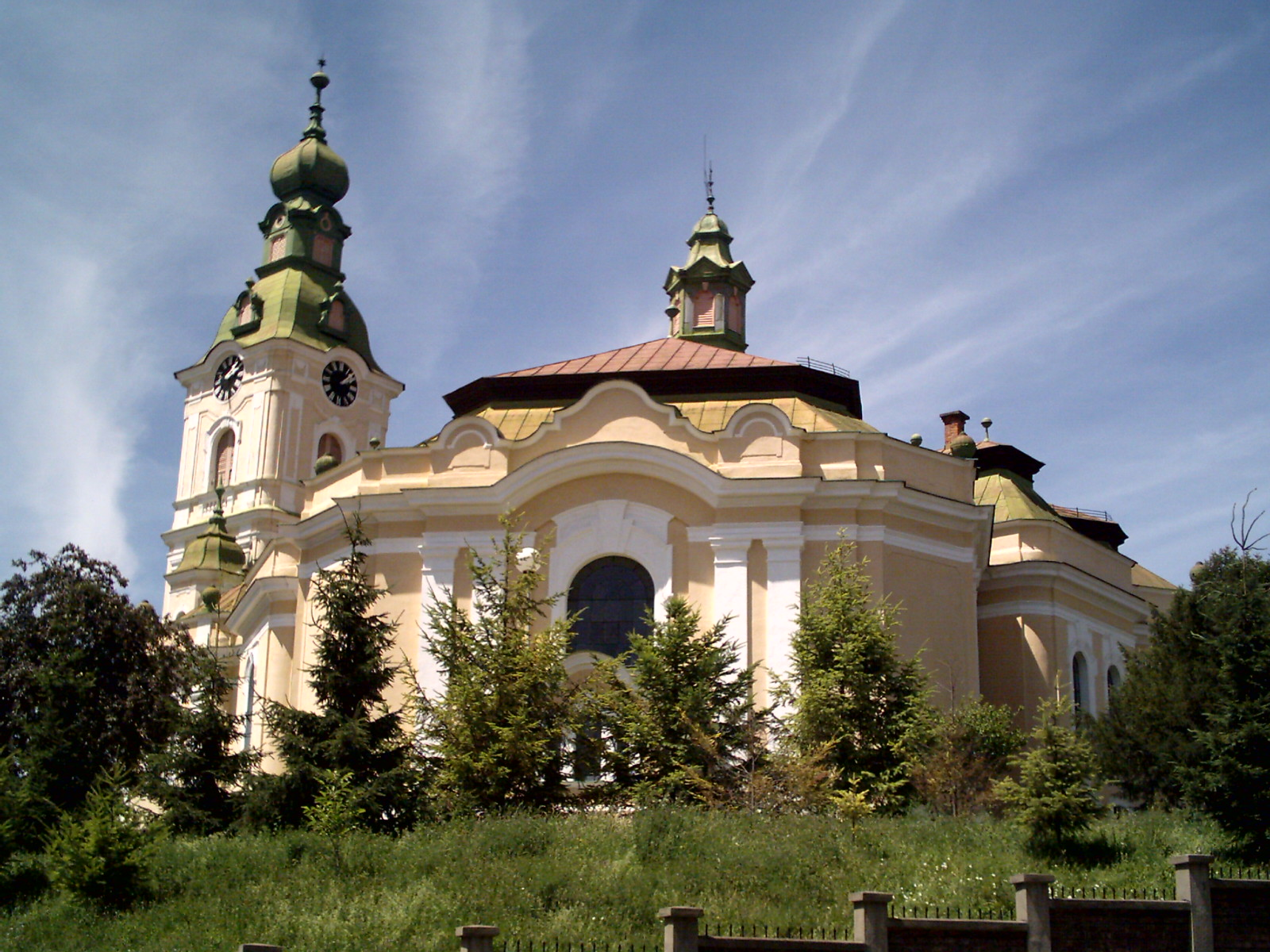
Biserica Reformată

Beneficiind de un cadru natural deosebit, de poziția sa de la poalele Meseșului și de un bogat fond turistic de origine antropică, municipiul Zalău este și un important centru turistic. Baza materială existentă este de șase unități de cazare, din care patru hoteluri, un motel și două tabere școlare. Numărul total de locuri în unitățile de cazare este de 708, din care 325 de locuri în tabere școlare.
Turismul cultural este strict legat de prezența pe teritoriul județului a unor valori culturale care pot îmbrăca diverse forme. Demne de interes sunt festivalurile folclorice, serbările câmpenești și pastorale, care în multe cazuri atrag mii de spectatori. În fiecare an, în perioada martie–decembrie au loc evenimente culturale dintre care amintim: 
- Festivalul Roman[74]
- Zilele Cetății
- Satul Sălăjean – concursuri de bucătărie tradițională, prezentări și degustări de produse tradiționale, recitaluri ale unor ansambluri folclorice și demonstrații ale meșterilor populari
- Festivalul Vinului
- Festivalul de folclor Cântece Dintotdeauna
- Muza Fest, cunoscut și ca Festivalul Artelor

#### Obiective turistice
- Muzeul Județean de Istorie și Artă, înființat la 15 mai 1951, are în patrimoniu peste 220.000 de exponate.[75]
- Galeria de Artă "Ioan Sima"
- Cazinoul Asociației Meșteșugarilor (1895–1899), azi secția de Istorie a Muzeului Județean de Istorie și Artă
- Colegiul Național Silvania (inițial Colegiu Reformat)
- Primăria (1836–1838)
- Grupul statuar Wesselényi, dezvelit la 18 septembrie 1902
- Cazarma General Dragalina (azi Cercul Militar Județean)
- Biserica romano-catolică din Zalău, cu hramul „Sf. Treime” (1878–1882), monument istoric
- Biserica reformată din Zalău, monument istoric
- Biserica Ortodoxă (1918–1920)
- Catedrala Episcopală „Sf. Vineri”, ansamblu arhitectural modern care include: Catedrala Înălțarea Domnului, Obeliscul Eroilor (50 m înălțime) și spații muzeale pentru bunurile ce fac parte din Patrimoniul Cultural Național.[76]

### Transport
În Zalău, transportul in comun este asigurat de firma Transurbis 
- Linia 1: Brădet - Gară
- Linia 1B: Gara - Str. Corneliu Coposu - Bradet
- Linia 1E: Pompieri - Brădet
- Linia 1M: Brădet - Michelin
- Linia 2: Gară - Valea Miții
- Linia 2A: Astralis - Str. 22 decembrie 1989 - Valea Miții
- Linia 2B: Gară - Valea Miții
- Linia 2C: Centru - Str. 22 decembrie 1989 - Valea Miții
- Linia 3: Astralis - Str. Morii
- Linia 4: Brădet - Str. M Gorki - Dumbrava Nord
- Linia 4B: Brădet - Str. Traian - Str M. Gorki - Dumbrava Nord
- Linia 5: Autogară - Stâna
- Linia 5B: Gară - Brădet - Stâna
- Linia 6: Brădet - Dumbrava Nord
- Linia 6B: Brădet - Pasarelă
- Linia 7: Brădet - Unitatea Militară - Liceul de Artă "Ioan Sima"
- Linia 8: Brădet - Dumbrava Nord - Ovi Prod
- Linia 9: Brădet - Dumbrava Nord - I.T.I.
- Linia 10: Gară - Astralis - Garaj
- Linia 11: Brădet - Ortelec
- Linia 11A: Brădet - Uz Casnic - Ortelec
- Linia 11C: Centru - Ortelec
- Linia 11D: Astralis - Ortelec
- Linia 12: Brădet - Fundația "Acasă"
- Linia 13: Centru - Sărmaș
- Linia 13B: Brădet - Sărmaș
- Linia 14: Brădet - Piața Dumbrava
- Linia 15: Centru - I.T.I.
- Linia 16: Sărmaș - Gară
- Linia 17: Brădet - Centru - Dumbrava Nord - Str. Lupului
- Linia 17G: Gară - Str. Lupului
- Linia 18: Garaj - Scala - Spital - Gară
- Linia 19: I.T.I. - Gară
- Linia 22: Brădet  - Dumbrava Nord - Gară
- Linia 22J: Brădet - Gară - Jandarmerie
- Linia 22L: Brădet - Gară - Str. Lupului
- Linia 22M: Brădet - Michelin
- Linia 25: Gară - Jandarmerie
- Linia 26: Spital - Școala nr. 8 -  Pasarelă - Brădet - Centrul "Tinerețe fără Bătrânețe"
- Linia 27: Garaj - Coada Lacului - Uz Casnic
- Linia 28: Centru - Dealul Morii
- Linia 30: Brădet - Uz Casnic - Garaj
- Linia 30M: Brădet - Uz Casnic - Multicom - MOL

## Mass-media

### Televiziuni
- Regio TV Transilvania – emite în sistem digital la nivel regional (județele Sălaj, Cluj, Maramureș, Mureș, Covasna, Harghita, Brașov, Sibiu, Alba, Hunedoara, Timiș, Arad, Bihor, Satu Mare și Bistrița-Năsăud).
- Salajeanul TV - emite slujbe, știri si informații despre județul Sălaj.

Pe canal 30, 546 MHz, se receptionaeza MUX1, releul Meses, televiziunea digitală terestră în România. 

### Radio
- 94.0 FM în Zalău. Radio Unison Zalău
- 94,6FM Radio Transilvania

### Ziare
- Năzuința, săptămânal editat de Partidul Comunist Român Sălaj (1968-1989).
- Țara Silvaniei (ziar) apărut în decembrie 1989, editată de redactorii Năzuința, în câteva numere, transformat în Graiul Sălajului.
- Graiul Sălajului. Echipa redacțională Năzuința s-a reorganizat în 1990 și a început să editeze acest cotidian care apare și în prezent.
- Sălajul Orizont. Bisăptămânal, a apărut timp de câțiva ani, după 1990, editat de o parte din foștii redactori ai Năzuinței, separați de Graiul Sălajului printr-o politică editorială diferită.
- Gazeta de duminică
- Repere Transilvane
- Magazin Sălăjean
- Sălajeanul. Cotidian de informații; apare din 2005.
- Glasul copilăriei, revistă școlară lunară editată de elevii școlii Gheorghe Lazăr, ajutați de directoarea școlii.
- Árkád
- Sportul Sălăjean , știri despre sportivii Sălăjeni.
- Curierul Administrației Sălăjene

### Ziare Online
- Zalau24.ro Arhivat în 24 februarie 2019, la Wayback Machine. Știri de eveniment din municipiul Zalau și din întreg județul Sălaj

### Reviste de cultură și științifice
- Sălajul European
- Acta Musei Porolissensis
- Caiete Silvane
- Limes (revistă)

## Sport
Orașul Zalău are o tradiție importantă în domeniul sportului. Echipa de handbal HC Zalău (fostă Silcotub Zalău) a câștigat de trei ori campionatul, în 2000–01, 2003–04, 2004–05, sub îndrumarea fostului selecționer al naționalei României, Gheorghe Tadici. O altă echipă importantă este cea de volei, Remat Zalău. În 2010, Remat Zalău a câștigat titlul de campioană națională la volei masculin, participând in premieră în grupele CEV Champions League.

## Orașe înfrățite
Municipiul Zalău este înfrățit cu următoarele localități:
- Szentendre, Ungaria (din 1990)
- Camenița, Ucraina (din 2003)
- Imola, Italia (din 2005)
- Sandwell, Marea Britanie (din 2006)

## Personalități
- Gyula Zilahy (1859-1938), actor maghiar , colaborator apropiat al regizorului Sir Alexander Korda;
- Gyula Kincs (1859-1915), pedagog și jurnalist aflat într-o relație specială cu Ady Endre
- Alexandru Dragomir (1916-2002), filozof;
- Mircea Luca (1921-2008), fotbalist, medic;
- Radu Deac (n. 1940), chirurg;
- Virgil Flonda (1948-2006), actor; director artistic al TNRS; membru fondator FITS;
- Florian Pop (n. 1952), matematician;
- Dacian Cioloș (n. 1969), politician, fost premier;
- Codruț Șereș (n. 1969), politician, fost ministru al Economiei și Comerțului;
- Gheorghe-Mirel Taloș (n. 1973), fost deputat de Zalău, vicepresedinte ICR
- Eduard Hellvig (n. 1974), politician, actual[78] director al SRI;
- Andreea Paul (n. 1978), politician;
- Ionuț Contraș (n. 1974), muzician;
- Adriana Holhoș-Stoian (n. 1987), handbalistă;
- Alina Czeczi (n. 1989), handbalistă;
- Talida Tolnai (n. 1979), handbalistă;
- Ramona Farcău (n. 1979), handbalistă;
- Paula Todoran (n. 1985), atletă;
- Adelina Pastor (n. 1993), atletă;
- Cristina Casandra (n. 1977), atletă;
- Dorin Goga (n. 1984), fotbalist;
- Vlad Morar (n. 1993), fotbalist.
- Ioan Cristea (n. 1983), handbalist.